# Ultima (album)
Ultima – szósty studyjny, solowy, a siódmy w ogóle album polskiego wykonawcy poezji śpiewanej Grzegorza Turnaua, wydany w 1999 roku przez Pomaton EMI. Nagrania przeprowadzono na jesieni 1998, w Studio S4 Polskiego Radia w Warszawie.
Album uzyskał status złotej płyty.
Na płycie znajduje się piętnaście utworów, z czego piętnasty jest drugą, rozbudowaną wersją czternastego.
Muzykę do wszystkich utworów skomponował Grzegorz Turnau, jest on również autorem słów do jednej piosenki: „Ultima Thule”. Najwięcej, bo aż pięć piosenek zostało napisanych do tekstów Michała Zabłockiego. Do piosenki pt. „Wiem” ze słowami Andrzeja Poniedzielskiego został zrealizowany teledysk w reżyserii Bolesława Pawicy.
Płyta została opatrzona następującymi komentarzami: „Panie Boże, zabierz mnie do siebie i posadź mnie po swojej prawicy i spraw, żebym był czysty i nie uganiał się za kobietami, ale jeszcze nie teraz... (św. Augustyn)” oraz „Najdalszym ze wszystkich znanych krajów jest Thule. W czasie przesilenia dnia z nocą, gdy Słońce przechodzi przez znak Raka, nie ma tam nocy; w zimie dzień trwa krótko, a noce są bardzo długie. Niektórzy twierdzą nawet, że tak jest przez sześć miesięcy bez przerwy (Pliniusz, I w.n.e.). Od Orkadów do Thule żegluje się pięć dni i pięć nocy. Mimo północnego położenia Thule jest urodzajne i obfituje w późno dojrzewające owoce. Od początku wiosny tubylcy żyją tam na pastwiskach wraz ze swoim bydłem. Żywią się mlekiem i ziołami, owoce natomiast przechowują na zimę (Solinus, III w. n.e.)”

Na płycie znajduje się utwór "Nowa prognoza pogody", będący nową instrumentalną wersją piosenki "Bracka" z płyty "To tu to tam". 

## Lista utworów
| 1.  | „Wiwat słodka miłość”                                        | 3:21  |
|     | - Edward Estlin Cummings – słowa (tłum. Stanisław Barańczak) |       |
| 2.  | „Świat się stworzył”                                         | 2:35  |
|     | - Michał Zabłocki – słowa                                    |       |
| 3.  | „Jestem synem mego ojca”                                     | 3:15  |
|     | - Michał Zabłocki – słowa                                    |       |
| 4.  | „Są pewne sprawy”                                            | 3:31  |
|     | - Michał Zabłocki – słowa                                    |       |
| 5.  | „Ciała”                                                      | 4:18  |
|     | - Michał Zabłocki – słowa                                    |       |
| 6.  | „O mój aniele”                                               | 3:48  |
|     | - Wiesław Dymny – słowa                                      |       |
| 7.  | „Póki czas”                                                  | 2:25  |
|     | - Wiesław Dymny – słowa                                      |       |
| 8.  | „Nowa prognoza”                                              | 1:33  |
|     |                                                              |       |
| 9.  | „Wiem”                                                       | 4:54  |
|     | - Andrzej Poniedzielski – słowa                              |       |
| 10. | „Leniwa głowa”                                               | 3:16  |
|     | - Wiesław Dymny – słowa                                      |       |
| 11. | „Ultima thule”                                               | 2:54  |
|     | - Grzegorz Turnau – słowa                                    |       |
| 12. | „Tak – nie mów tak”                                          | 2:18  |
|     | - Michał Zabłocki – słowa                                    |       |
| 13. | „Deus ex machina”                                            | 2:59  |
|     | - Agnieszka Osiecka – słowa                                  |       |
| 14. | „Tango nadziei”                                              | 1:42  |
|     | - Leszek Aleksander Moczulski – słowa                        |       |
| 15. | „Tango nadziei”                                              | 4:07  |
|     | - Leszek Aleksander Moczulski – słowa                        |       |
|     |                                                              | 46:56 |
|     |                                                              |       |
Teksty Michała Zabłockiego wykorzystane na płycie „Ultima” pochodzą z telewizyjnego cyklu „Twój dekalog” i pierwotnie opublikowane były pod następującymi tytułami:
- „Świat się stworzył” = „Pamiętaj abyś dzień święty święcił"
- „Jestem synem mego ojca” = „Czcij ojca swego i matkę swoją"
- „Są pewne sprawy” = „Dekalog #0"
- „Ciała” = „Nie cudzołóż”.
- „Tak – nie mów tak” = „Nie będziesz brał imienia Pana Boga swego nadaremno"

## Wykonawcy
- Grzegorz Turnau – śpiew, fortepian, rhodes piano (2, 15), organy hammonda (1), clavinova (5, 11)
- Maryna Barfuss – flet
- Sławomir Berny – perkusja, instrumenty perkusyjne
- Jacek Królik – gitary
- Robert Kubiszyn – kontrabas, gitary basowe
- Mariusz Pędziałek – obój, rożek angielski
- Michał Półtorak – skrzypce
- Leszek Szczerba – saksofony, klarnet
Gościnnie
- Kazimierz Moszyńki – flet (5, 11)
- Jacek Hołubowski – akordeon (11)
- Kwartet smyczkowy i chórzyści Filharmonii Narodowej (chór przygotował Janusz Tylman)

Kierownik produkcji: Elżbieta Pobiedzińska; realizacja nagrań Leszek Kamiński.